# Roma in Kroatië
Met Roma in Kroatië (Kroatisch: Romi u Hrvatskoj) worden etnische Roma in Kroatië - of Kroaten van Romani afkomst - aangeduid. In Kroatië worden de Roma meestal Cigani genoemd, een exoniem dat voor sommige Roma als pejoratief geldt. Het endoniem voor Roma is Romi.
In de Kroatische volkstelling van 2011 werden 16.975 Roma geregistreerd, hetgeen 0,4% van de bevolking was. De Raad van Europa schatte het aantal Roma echter op ongeveer 35.000 personen (c. 1% van de bevolking), variërend van minimaal 30.000 tot maximaal 40.000 personen.

## Geschiedenis
De Roma vestigden zich in de tweede helft van de 14e eeuw op het huidige grondgebied van Kroatië: eerst in plaatsen zoals Dubrovnik (1362) en Zagreb (1378), later naar de regio's Dalmatië en Istrië.
Vanaf het einde van de 16e eeuw begonnen de autoriteiten in Kroatische gebieden een repressief beleid tegen de Roma te voeren. Zo werd de bewegingsvrijheid van de Roma beperkt en moesten ze zich permanent in specifieke gebieden vestigen.
In de tweede helft van de 18e eeuw vaardigden de Habsburgse autoriteiten, onder wie Maria Theresia en Keizer Jozef II, een reeks van hervormingen uit, waarbij gepoogd werd om de Roma te assimileren tot 'goede en gehoorzame christelijke onderdanen', onder andere door nomadische levensstijl en familienamen te verbieden. De Habsburgse hervormingen mislukten echter door verzet van de lokale bevolking.
Halverwege de 19e eeuw vestigden veel Boyash Roma - na de afschaffing van de slavernij in de Roemeense vorstendommen Walachije en Moldavië - zich in Kroatië. Deze groep Roma spreekt tot op heden het oud-Roemeens dialect “ljmba d bajaš” en worden in Kroatië ook wel "Koritari" genoemd, vanwege het maken van houten (huishoudelijke) voorwerpen, zoals troggen (het Kroatische woord voor "trog" is "korito"). In 1880 werd de eerste Kroatische volkstelling uitgevoerd, waarbij 3.482 Roma werden geteld. In 1910 bedroeg het aantal Roma al 12.267 personen.
Het aantal Roma in het Koninkrijk Joegoslavië was aan de vooravond van de Tweede Wereldoorlog ruim 70.000, van wie ongeveer 15.000 in de Kroatische gebieden (Banovina Hrvatska) leefden. Het grootste deel van de Roma woonden in Slavonië, Syrmië en Baranja, terwijl  de kustgebieden en Lika vrij weinig Roma telden. De meeste Roma waren destijds rooms-katholiek, woonden op het platteland en waren vrijwel volledig analfabeet.
Het pro-fascistische Ustaša-regime in april 1941 werden de Roma al snel vervolgd op basis van rassenwetten. In de zomer van 1941 volgden de eerste deportaties van de Roma naar concentratiekampen, waaronder Danica in Koprivnica, en in mei 1942 begonnen de massale deportaties van de Roma naar het concentratiekamp Jasenovac, waar de meesten van hen werden gemarteld en vermoord. Het genocidale beleid van Ustaša leidde tot de bijna complete verdwijning van de vooroorlogse Roma-gemeenschap: in de volkstelling van 1948 werden slechts 405 Roma geregistreerd.

## Aantal
Volgens de meest recente gegevens, uitgevoerd in 2017, leefden er naar schatting in totaal 24.524 Roma in de Republiek Kroatië. Het grootste deel van de Roma in de Republiek Kroatië (91,1%) is geboren op het grondgebied van de Republiek Kroatië, terwijl de rest is geboren in Bosnië en Herzegovina (3,1%), Kosovo (2,2%) en Servië (1,5%).

### Religie
De Roma in Kroatië hangen diverse religies aan. De katholieken vormen de grootste religie denominatie, gevolgd door significante islamitische en oosters-orthodoxe minderheden.
|                          | Aantal | Aantal | Percentage (%) | Percentage (%) |
| 2002                     | 2011   | 2001   | 2011           |                |
| Totaal                   | 9.463  | 16.975 | 100,00         | 100,00         |
| ------------------------ | ------ | ------ | -------------- | -------------- |
| Katholieke Kerk          | -      | 8.299  | -              | 48,89          |
| Oosters-orthodoxe Kerk   | -      | 2.381  | -              | 14,02          |
| Protestantisme           | -      | 62     | -              | 0,37           |
| Overig christendom       | -      | 177    | -              | 1,04           |
| Islam                    | -      | 5.039  | -              | 29,68          |
| Jodendom                 | -      | 0      | -              | 0,00           |
| Oosterse religies        | -      | 2      | -              | 0,01           |
| Andere religies          | -      | 124    | -              | 0,73           |
| Agnosticisme/Scepticisme | -      | 25     | -              | 0,15           |
| Atheïsme/Ongelovig       | -      | 255    | -              | 1,50           |
| Ongespecificeerd         | -      | 414    | -              | 2,44           |
| Onbekend                 | -      | 197    | -              | 1,16           |
|                          |        |        |                |                |